# Ерккі Мелартін
Ерккі Мелартін (2 лютого 1875, Остамо поблизу Кякісалмі. — 14 лютого 1937, Гельсінкі) — фінський композитор і диригент.

## Біографія
Народився у селі Остамо, що в 5-ти кілометрах від Кякісалмі на території Великого князівства Фінляндського (тепер Пріазьорск, РФ).
Освіту здобув у Гельсінському інституті, ставши першим учнем Мартіна Веґеліуса. Автор 6 симфоній (також 2 незакінчені), 3 опер (серед яких «Аіно»), ряду камерних, вокальних та фортепіанних творів. Як диригент, став першим інтерпретатором творів Густава Малера в Скандинавії.